# Najnowsze wydanie
Najnowsze wydanie (org. The Latest Buzz) – kanadyjski serial fabularny.
Premierowy odcinek serialu został wyemitowany 1 września 2008 o godzinie 17:40 w Cartoon Network. Serial jest drugim serialem fabularnym na kanale Cartoon Network.

## Opis fabuły
„Takim być” to gazeta, którą redaguje pięciu uczniów Rebecca, Michael, Noah, Amanda i Wilder, w czasie zajęć pozalekcyjnych. Ich marzeniem jest zostać prawdziwymi dziennikarzami, dlatego w redakcji poznają tajniki szalonego świata mediów i uczą się jak zdobywać newsy. Młodzi dziennikarze muszą sobie poradzić także z całą masą problemów, które stają na ich drodze.

## Bohaterowie
- Rebecca Harper – szczęśliwa z życia dziewczyna. Odpowiedzialna jest za wywiady. Jej kolumna ma nazwę „W kilku słowach”. Swoją pracę traktuje bardzo poważnie. Do każdego tematu jest znakomicie przygotowana. Jest typem kujona dlatego nie potrafi opowiadać żartów czy bawić się. Bardzo brakuje jej mamy. Przyjaźni się z Michaelem. Czuje coś do Noaha. Świadczy o tym to, że często pyta go, czy to co on mówi o jej urodzie to prawda. Raz nawet wzięła go na randkę, bo miała napisać artykuł o pierwszych randkach. Często śmieje się z jego dowcipów. W każdym odcinku jest jakaś sytuacja z tym duetem.
- Michael Teodor Davies – chłopiec chowany pod spódnicą swojej matki. Ciężko mu przychodzi przyjaźń z kimś, ponieważ jest bardzo nieśmiały. Przed innymi udaje kogoś kim, tak naprawdę nie jest. W czasopiśmie opisuje dział rozrywka. Jego kolumna ma nazwę „Nazwiska z bliska”. Tak jak Amanda zna się na modzie. Czasem zachowuje się bardzo dziwnie.
- Noah Jackson – sarkastyczny dowcipniś. Bardzo często wrabia wszystkich w koło, gdy tylko jest taka okazja. Jest wielkim fanem muzyki. W „Takim być” pracuje w dziale muzycznym. Jego kolumna ma nazwę „Ucho przy ziemi”. Jest środkowym dzieckiem w domu. Kocha Rebeccę, jednak ciężko mu się do tego przyznać. Wszyscy wiedzą o tym, tylko nie Rebecca. Pocałował ją, by pozbyć się jej czkawki.
- Amanda Pierce – córka właściciela magazynu „Takim Być”. Jest bardzo bogata dlatego uważa, że wszystko jej się należy. W redakcji zajmuje się modą, gdyż uwielbia zakupy i modę. Jej kolumna ma nazwę „Przemodnik”. Mieszka wraz z ojcem i macochą. Choć próbuje to ukryć, zakochana jest w Wilderze.
- Wilder – chłopak, dla którego gry to wszystko. Kocha grać w gry video dlatego to on pracuje w dziale o grach. Jego kolumna ma nazwę „Gra się”. Najbardziej wyluzowany członek redakcji. Zależy mu na przyjaciołach więc może zrobić dla nich prawie wszystko.
- DJ – chodziła do szkoły razem z Shepardem. Pracuje w „Takim być”, jest tam osobą nadzorującą pracę. DJ musi zaakceptować różne przygotowane przez młodzież artykuły, aby one ukazały się w czasopiśmie. Dawniej pracowała w czasopiśmie na pozycji redaktora.
- Andrew Shepard – jest nauczycielem a zarazem przyjacielem DJ.

## Obsada
- Zoë Belkin – Rebecca Harper
- Demetrius Joyette – Michael Davies
- Munro Chambers – Wilder
- Justin Kelly – Noah Jackson
- Vanessa Morgan – Amanda Pierce
- Jeff Geddis – Mr. Andrew Shepherd
- Genelle Williams – DJ
- Julia Schneider – Trinity Slade
- Dylan Everett
- Stephen Joe – Cody Herman

## Wersja polska
Lektorzy:
- Jan Aleksandrowicz-Krasko (odc. 1-7, 10, 12-26),
- Jerzy Dominik (odc. 8-9, 11)

## Odcinki
- Serial liczy 65 odcinków.
- Serial po raz pierwszy pojawił się w Polsce na kanale Cartoon Network:
  - I seria (odcinki 1-13) i II seria (odcinki 14-26) – 1 września 2008 roku,
  - II seria (odcinki 27-39) i III seria (odcinki 40-65) − nie doczekały się emisji w Polsce.
- Serial zniknął z anteny CN 2 stycznia 2009 roku. 1 października 2009 r. serial powrócił na antenę Cartoon Network w Rumunii i na Węgrzech.

### Spis odcinków
| Światowa premiera | Polska premiera | Nr | Angielski tytuł                    |
| ----------------- | --------------- | -- | ---------------------------------- |
|                   |                 |    |                                    |
| SERIA PIERWSZA    |                 |    |                                    |
|                   |                 |    |                                    |
| 01.09.2007        | 01.09.2008      | 01 | The First Issue                    |
|                   |                 |    |                                    |
| 08.09.2007        | 02.09.2008      | 02 | The Parrot Issue                   |
|                   |                 |    |                                    |
| 15.09.2007        | 03.09.2008      | 03 | The Competition Issue              |
|                   |                 |    |                                    |
| 22.09.2007        | 04.09.2008      | 04 | The Cover Boy Issue                |
|                   |                 |    |                                    |
| 13.10.2007        | 08.09.2008      | 05 | The Extreme Issue                  |
|                   |                 |    |                                    |
| 20.10.2007        | 05.09.2008      | 06 | The Obsession Issue                |
|                   |                 |    |                                    |
| 27.10.2007        | 09.09.2008      | 07 | The Cheerleader Issue              |
|                   |                 |    |                                    |
| 03.11.2007        | 10.09.2008      | 08 | The Live Issue                     |
|                   |                 |    |                                    |
| 10.11.2007        | 11.09.2008      | 09 | The Infamous Issue                 |
|                   |                 |    |                                    |
| 17.11.2007        | 12.09.2008      | 10 | The School Dance Issue             |
|                   |                 |    |                                    |
| 24.11.2007        | 15.09.2009      | 11 | The Deadline Issue                 |
|                   |                 |    |                                    |
| 01.12.2007        | 22.10.2008      | 12 | The Take Charge Issue              |
|                   |                 |    |                                    |
| 15.12.2007        | 16.09.2008      | 13 | The Gala Issue                     |
|                   |                 |    |                                    |
| SERIA DRUGA       |                 |    |                                    |
|                   |                 |    |                                    |
| 05.09.2008        | 18.09.2008      | 14 | The Dating Issue                   |
|                   |                 |    |                                    |
| 05.09.2008        | 19.09.2008      | 15 | The Parents Issue                  |
|                   |                 |    |                                    |
| 17.10.2008        | 22.09.2008      | 16 | The Sneaky Issue                   |
|                   |                 |    |                                    |
| 24.10.2008        | 23.09.2008      | 17 | The Power Tripping Issue           |
|                   |                 |    |                                    |
| 31.10.2008        | 24.09.2008      | 18 | The Showdown Issue                 |
|                   |                 |    |                                    |
| 07.11.2008        | 25.09.2008      | 19 | The Peer Pressure Issue            |
|                   |                 |    |                                    |
| 21.11.2008        | 26.09.2008      | 20 | The Fake Out Issue                 |
|                   |                 |    |                                    |
| 28.11.2008        | 29.09.2008      | 21 | The It Girl Issue                  |
|                   |                 |    |                                    |
| 28.11.2008        | 30.09.2008      | 22 | The Rock Out Issue                 |
|                   |                 |    |                                    |
| 05.12.2008        | 01.10.2008      | 23 | The Face The Music Issue           |
|                   |                 |    |                                    |
| 12.12.2008        | 02.10.2008      | 24 | The Star Power Issue               |
|                   |                 |    |                                    |
| 19.12.2008        | 03.10.2008      | 25 | The Second Chances Issue           |
|                   |                 |    |                                    |
| 02.01.2009        | 06.10.2008      | 26 | The Wonderful Wizard of Buzz Issue |
|                   |                 |    |                                    |
| 09.01.2009        |                 | 27 | The First Impressions Issue        |
|                   |                 |    |                                    |
| 16.01.2009        |                 | 28 | The Makeover Issue                 |
|                   |                 |    |                                    |
| 23.01.2009        |                 | 29 | The Breakup Issue                  |
|                   |                 |    |                                    |
| 30.01.2009        |                 | 30 | The Halloween Issue                |
|                   |                 |    |                                    |
| 13.02.2009        |                 | 31 | The Happy Holidays Issue           |
|                   |                 |    |                                    |
| 02.03.2009        |                 | 32 | The Pet Peeves Issue               |
|                   |                 |    |                                    |
| 03.03.2009        |                 | 33 | The Secrets Issue                  |
|                   |                 |    |                                    |
| 04.03.2009        |                 | 34 | The Shape Up Issue                 |
|                   |                 |    |                                    |
| 05.03.2009        |                 | 35 | The Crush Issue                    |
|                   |                 |    |                                    |
| 06.03.2009        |                 | 36 | The Boy Trouble Issue              |
|                   |                 |    |                                    |
| 16.03.2009        |                 | 37 | The Kiss Off Issue                 |
|                   |                 |    |                                    |
| 23.03.2009        |                 | 38 | The Boys vs. Girls Issue           |
|                   |                 |    |                                    |
| 06.04.2009        |                 | 39 | The Summer Bash Issue              |
|                   |                 |    |                                    |
| SERIA TRZECIA     |                 |    |                                    |
|                   |                 |    |                                    |
| 20.04.2009        |                 | 40 | The Back To School Issue           |
|                   |                 |    |                                    |
| 27.04.2009        |                 | 41 | The Hot Or Not Issue               |
|                   |                 |    |                                    |
| 04.05.2009        |                 | 42 | The Love Me, Love Me Not Issue     |
|                   |                 |    |                                    |
| 11.05.2009        |                 | 43 | The Weekend Issue                  |
|                   |                 |    |                                    |
| 18.05.2009        |                 | 44 | The Just Friends Issue             |
|                   |                 |    |                                    |
| 05.10.2009        |                 | 45 | The Love Triangle Issue            |
|                   |                 |    |                                    |
| 12.10.2009        |                 | 46 | The Date Night Issue               |
|                   |                 |    |                                    |
| 19.10.2009        |                 | 47 | The Bully Issue                    |
|                   |                 |    |                                    |
| 26.10.2009        |                 | 48 | The Double Trouble Issue           |
|                   |                 |    |                                    |
| 20.11.2009        |                 | 49 | The Bollywood Issue                |
|                   |                 |    |                                    |
| 07.12.2009        |                 | 50 | The Truth Hurts Issue              |
|                   |                 |    |                                    |
| 14.07.2009        |                 | 51 | The Career Day Issue               |
|                   |                 |    |                                    |
| 04.01.2010        |                 | 52 | The Into The Future Issue          |
|                   |                 |    |                                    |
| 05.01.2010        |                 | 53 | The Buzz Club Issue                |
|                   |                 |    |                                    |
| 06.01.2010        |                 | 54 | The Extreme Shakespeare Issue      |
|                   |                 |    |                                    |
| 07.01.2010        |                 | 55 | The Mum's The Word Issue           |
|                   |                 |    |                                    |
| 08.01.2010        |                 | 56 | The Third Wheel Issue              |
|                   |                 |    |                                    |
| 11.01.2010        |                 | 57 | The Plan B Issue                   |
|                   |                 |    |                                    |
| 12.01.2010        |                 | 58 | The Comeback Issue                 |
|                   |                 |    |                                    |
| 13.01.2010        |                 | 59 | The Issue Issue                    |
|                   |                 |    |                                    |
| 14.01.2010        |                 | 60 | The Switcheroo Issue               |
|                   |                 |    |                                    |
| 15.01.2010        |                 | 61 | The Live From Teen Buzz Issue      |
|                   |                 |    |                                    |
| 25.01.2010        |                 | 62 | The Hip Hop Issue                  |
|                   |                 |    |                                    |
| 05.04.2010        |                 | 63 | The You're Toast Issue             |
|                   |                 |    |                                    |
| 12.04.2010        |                 | 64 | The Meet The Wilders Issue         |
|                   |                 |    |                                    |
| 19.04.2010        |                 | 65 | The Final Issue                    |
|                   |                 |    |                                    |